# Вільєна
Вільєна (ісп. Villena) — муніципалітет в Іспанії, у складі автономної спільноти Валенсія, у провінції Аліканте. Населення — 33 969 осіб (2022).

## Географія
Муніципалітет розташований на відстані близько 310 км на південний схід від Мадрида, 46 км на північний захід від Аліканте.
На території муніципалітету розташовані такі населені пункти: (дані про населення за 2010 рік)
- Касас-де-Менор: 101 особа
- Ла-Енсіна: 153 особи
- Санта-Еулалія: 12 осіб
- Сьєрра-де-Салінас: 2 особи
- Вільєна: 34436 осіб
- Лас-Віртудес: 253 особи
- Ла-Сафра: 11 осіб

## Демографія
Динаміка населення (INE ):

## Галерея зображень

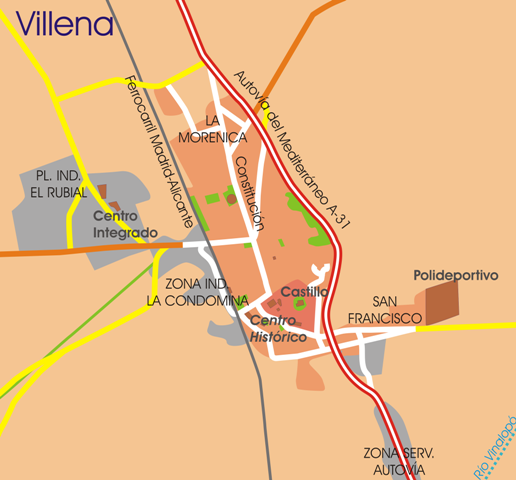
План міста
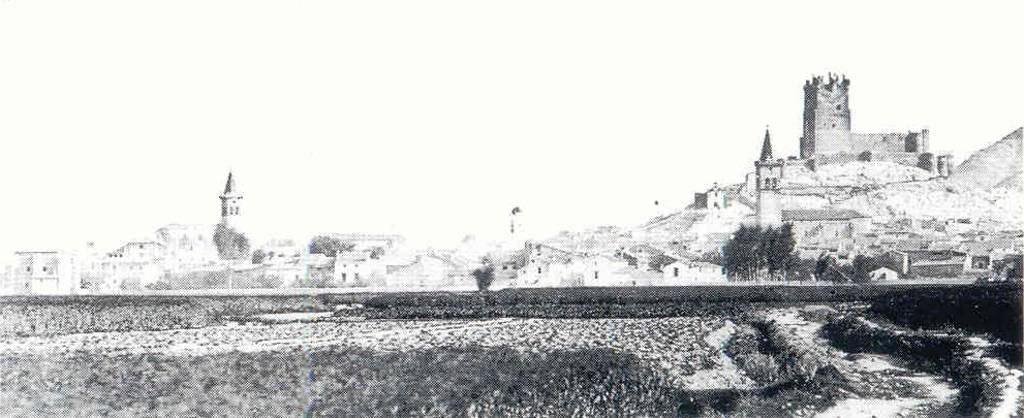
Місто у 1858 році
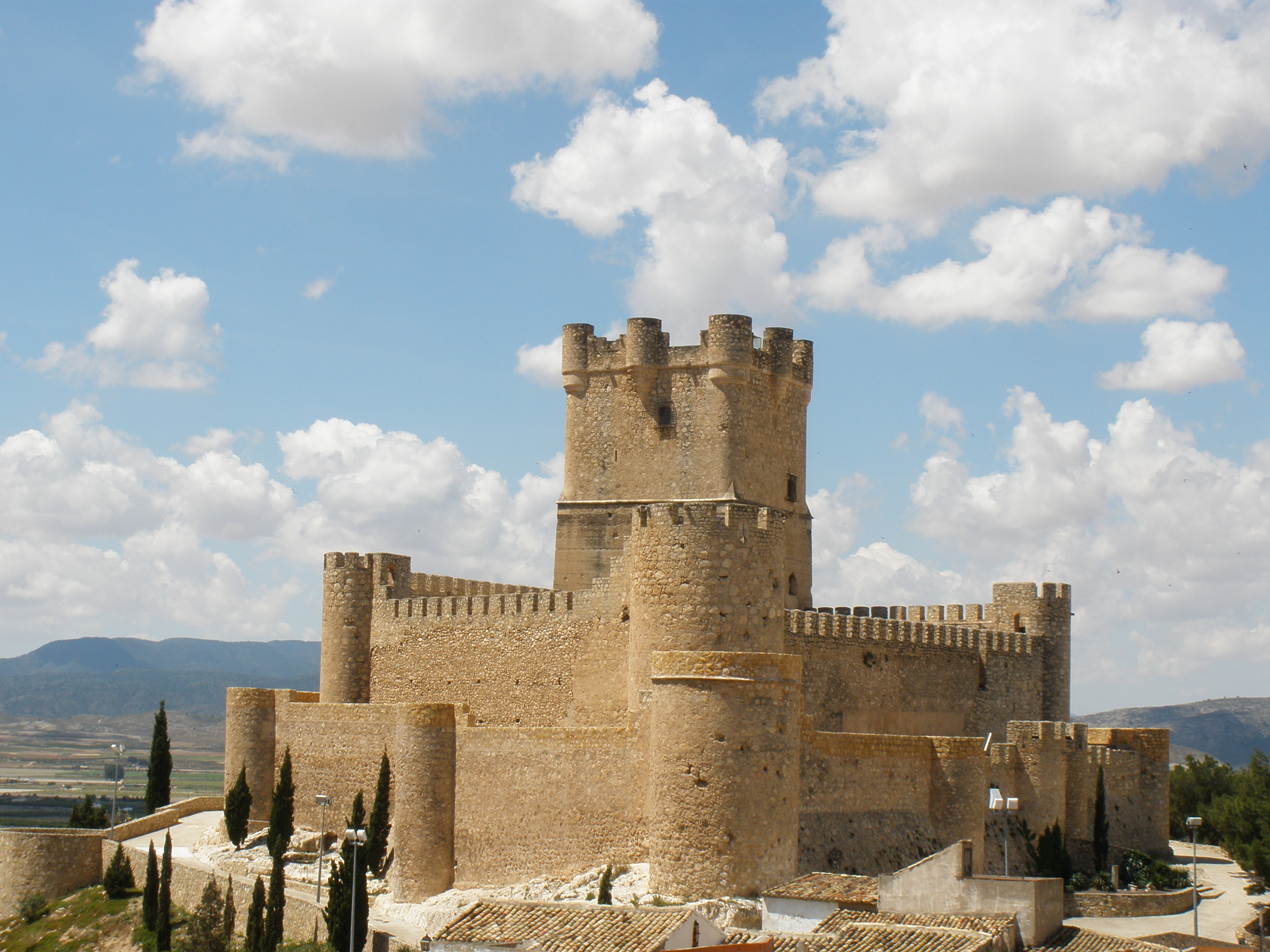
Замок Ла-Аталая
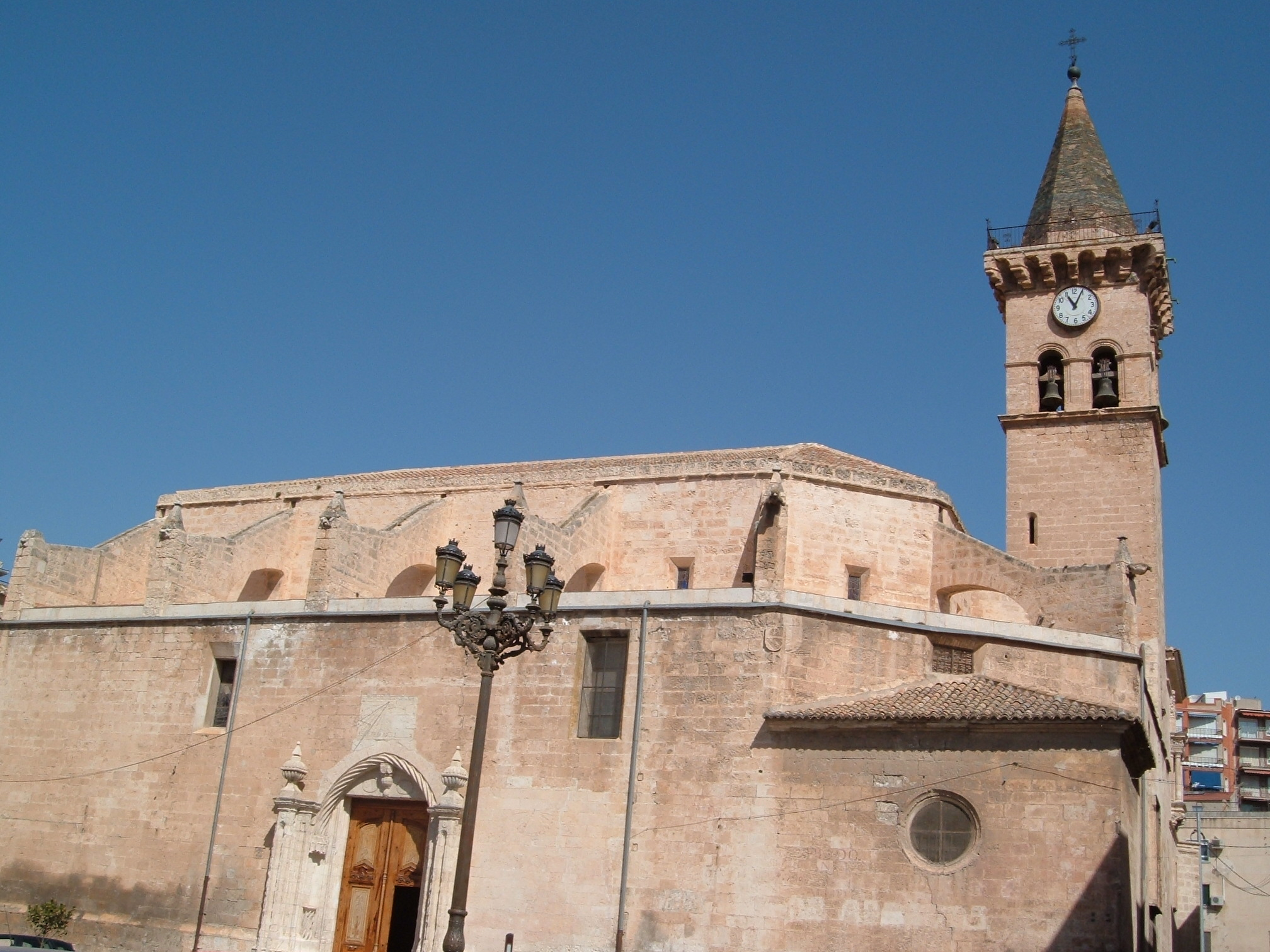
Церква Сантьяго
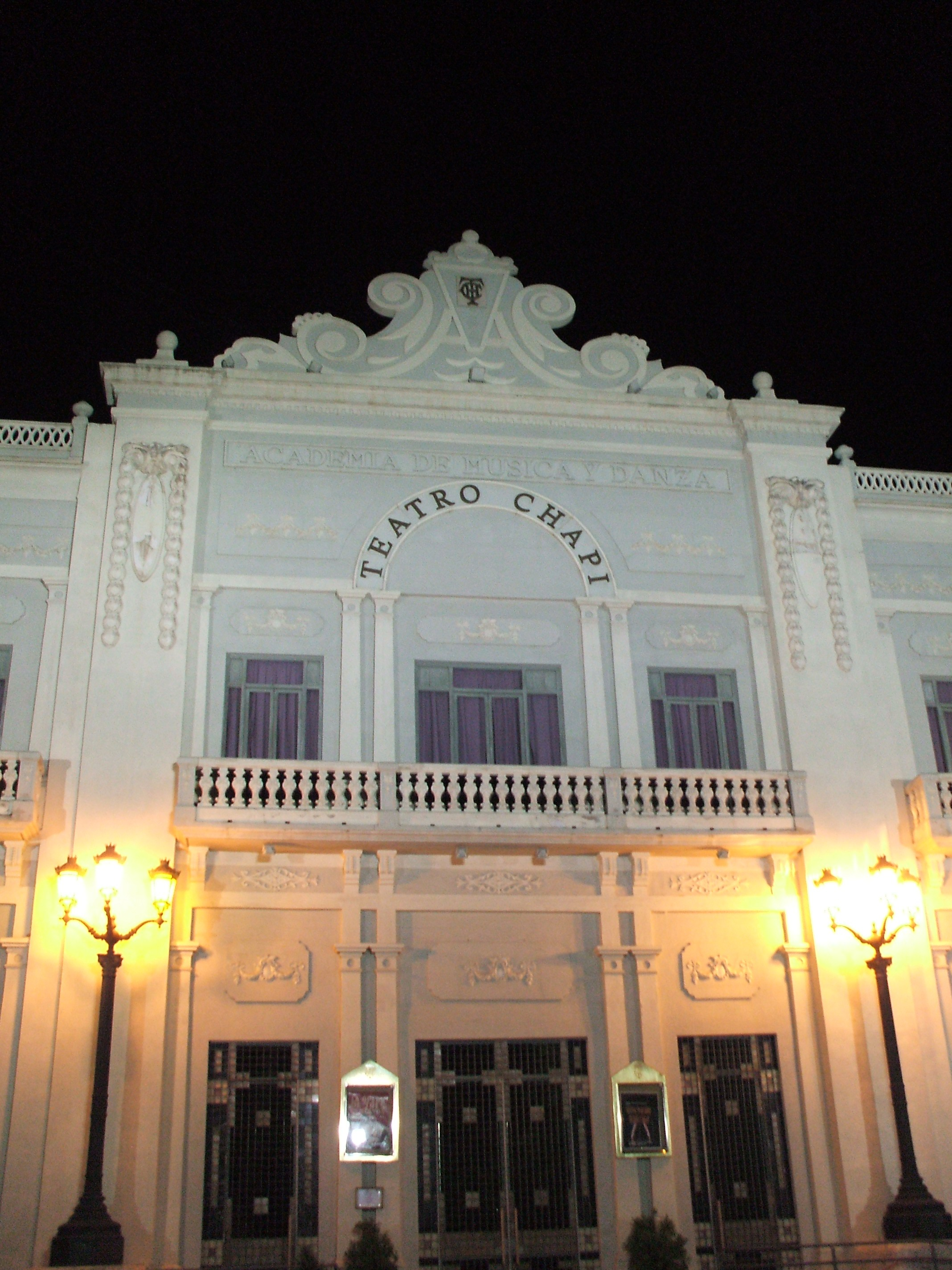
Театр Чапі
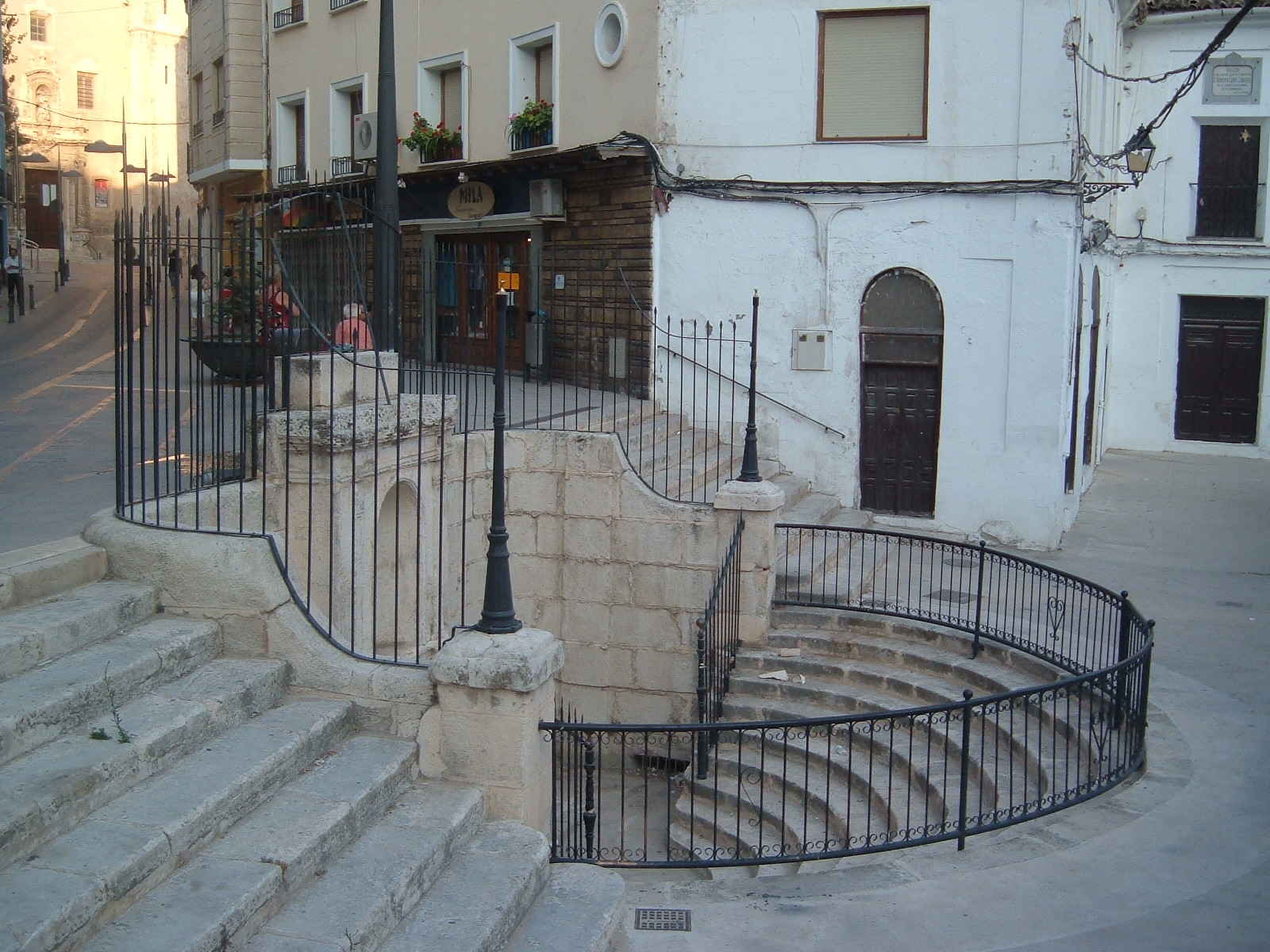
Фонтан на Пласа-Майор
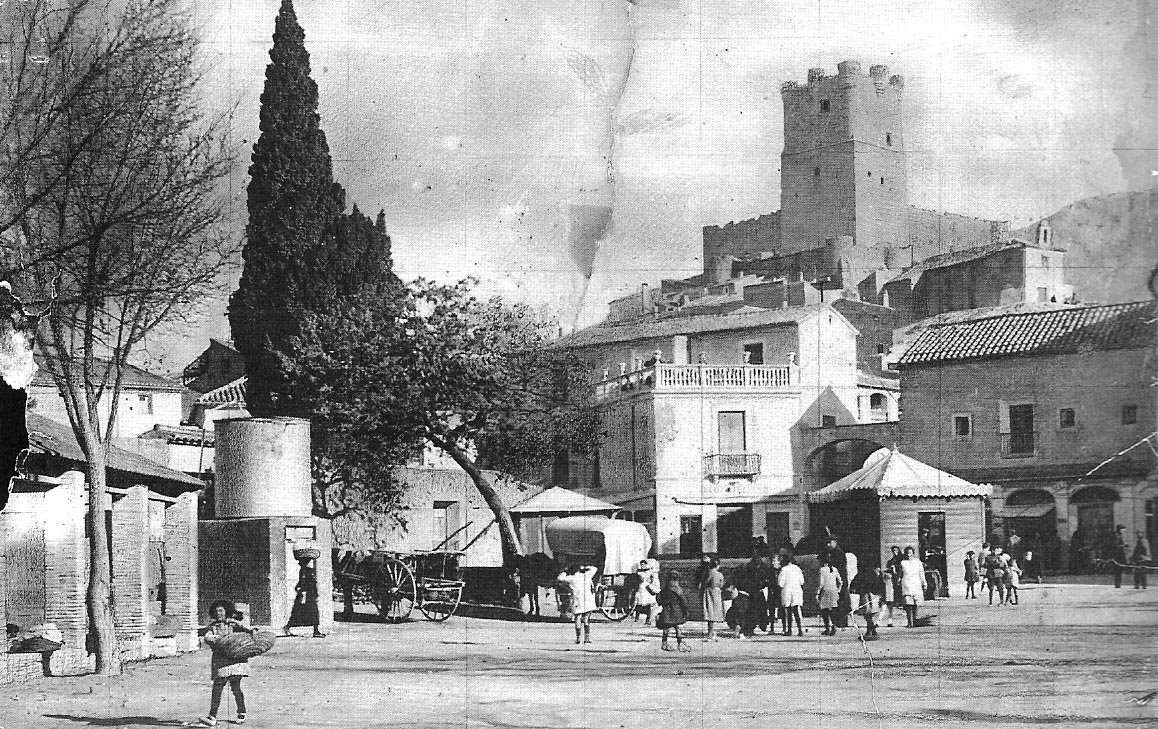
Вільєна, 1900 рік